# Thompsonella
A Thompsonella a kőtörőfű-virágúak (Saxifragales) rendjébe, ezen belül a varjúhájfélék (Crassulaceae) családjába és a fáskövirózsa-formák (Sempervivoideae) alcsaládjába tartozó nemzetség.

## Előfordulásuk
A Thompsonella nevű növénynemzetség előfordulási területe kizárólag Mexikóban van. Ebben az országban északkeletről délnyugatra találhatók meg.

## Rendszerezés
Az alábbi fajokat a következő fajsorokba sorolják be: Thompsonella sect. Fruticulosae, Thompsonella sect. Reflexosepalae és Thompsonella sect. Thompsonella.
A nemzetségbe az alábbi 8 faj tartozik:
- Thompsonella colliculosa Moran
- Thompsonella garcia-mendozae P.Carrillo & Pérez-Calix
- Thompsonella minutiflora (Rose) Britton & Rose - típusfaj
- Thompsonella mixtecana J.Reyes & L.G.López
- Thompsonella nellydiegoae P.Carrillo & Pérez-Calix
- Thompsonella platyphylla Rose
- Thompsonella spathulata Kimnach
- Thompsonella xochipalensis Gual, S.Peralta & Pérez-Calix